# Цзюйе
Цзюйе́ (кит. упр. 巨野, пиньинь Jùyě) — уезд городского округа Хэцзэ провинции Шаньдун (КНР). 

## Этимология
Уезд назван по находящемуся на его территории водоёму Дае (в названии уезда иероглиф «да», означающий «большой», заменён на схожий по смыслу иероглиф «цзюй», означающий «огромный»).

## История
В древности эти места являлись западной границей царства Лу, в 475 году до н. э. их захватило царство Сун, а в 286 году до н. э. они вошли в состав царства Ци. Когда царство Цинь впервые в истории объединило Китай в единое государство, в этих местах был образован уезд Чанъи (昌邑县). При империи Западная Хань помимо уезда Чанъи были созданы также уезды Цзюйе и Чэнши (乘氏县). В эпоху Южных и Северных династий при династии Лю Сун в 420 году уезд Чанъи был присоединён к уезду Цзиньсян (金乡县), а при империи Северная Ци был расформирован уезд Цзюйе.
При империи Суй уезды Цзюйе и Чанъи были созданы вновь. В 606 году уезд Чэнши был присоединён к уезду Цзюйе, а уезд Чанъи был снова присоединён к уезду Цзиньсян. При империи Тан в 621 году уезд Чанъи был восстановлен, но в 625 году был снова присоединён к уезду Цзиньсян.
При чжурчжэньской империи Цзинь в 1147 году из западной части уезда Жэньчэн (任城县) и восточной части уезда Цзюйе был образован новый уезд Цзясян (嘉祥县). В 1150 году разлившаяся Хуанхэ уничтожила административный центр Цзюйе, и уезд был расформирован.
Во времена правления монголов в 1269 году уезд Цзюйе был создан вновь. В 1348 году уезд опять пострадал от разлива Хуанхэ. В 1374 году последовало ещё одно наводнение, опять вынудившее перенести административный центр уезда.
В августе 1949 года была создана провинция Пинъюань, в составе которой был образован Специальный район Хуси (湖西专区); уезд оказался в состав специального района Хуси. В ноябре 1952 года провинция Пинъюань была расформирована, и Специальный район Хуси был передан в состав провинции Шаньдун. В марте 1953 года Специальный район Хуси был расформирован, и уезд перешёл в состав Специального района Хэцзэ. В ноябре 1958 года Специальный район Хэцзэ был присоединён к Специальному району Цзинин (济宁专区), но в июне 1959 года был восстановлен в прежнем составе. В 1962 году из уезда Цзюйе был выделен уезд Цзясян. В марте 1967 года Специальный район Хэцзэ был переименован в Округ Хэцзэ (菏泽地区).
Постановлением Госсовета КНР от 23 июня 2000 года были расформированы Округ Хэцзэ и город Хэцзэ, а вместо них с 8 января 2001 года был образован Городской округ Хэцзэ.

## Административное деление
Уезд делится на 2 уличных комитета и 15 посёлков.

## Культура
Цзюйе является крупным центром традиционной живописи «гунби».